# تپه شبیخون
تپه شبیخون مربوط به دوران‌های تاریخی پس از اسلام است و در شهرستان کهگیلویه، روستای امیرولی واقع شده و این اثر در تاریخ ۲۵ اسفند ۱۳۷۹ با شمارهٔ ثبت ۳۵۶۹ به‌عنوان یکی از آثار ملی ایران به ثبت رسیده است.